# NN-81
La carretera NN‑81 es una vía colectora secundaria ubicada en el departamento de Matagalpa. Comunica la ciudad de Matagalpa con comunidades rurales del este del municipio, incluyendo El Bálsamo, mejorando el acceso agrícola y la movilidad rural.

## Trazado y cruces
| km   | Localidad / Punto  | Departamento | Conexión / Ruta |
| ---- | ------------------ | ------------ | --------------- |
| 0,0  | Matagalpa          | Matagalpa    | NN 80           |
| 6,9  | Comunidad San Luis | Matagalpa    | Camino rural    |
| 14,5 | El Bálsamo         | Matagalpa    | Fin de ruta     |

## Coordenadas
Uno de los tramos de la NN‑81 puede ser encontrado en las coordenadas: 12°55′35″N 85°51′00″O / 12.9265, -85.8499